# Loren Alfonso
Loren Alfonso (født 23. februar 1995) er en aserbajdsjansk bokser.
Han repræsenterede Aserbajdsjan ved sommer-OL 2020 i Tokyo, hvor han vandt bronze i letsværvægtskategorien.
Ved sommer-OL i Paris i 2024 vandt han sølv.